# Kastrup station
Kastrup station är en tunnelbanestation i stadsdelen Kastrup i Tårnby kommun utanför Köpenhamn. Den ligger på linje M2 på Köpenhamns metro i närheten av akvariet Den Blå Planet.
Den nedlagda Amagerbanens station med samma namn låg omedelbart sydväst om metrostationen. Stationsbyggnaden, som finns kvar, ritades av arkitekten Heinrich Wenck.
Metrostationen Kastrup ligger inte vid Köpenhamns flygplats, vilken också ofta benämns Kastrup. Flygplatsen har en egen metrostation, Københavns Lufthavn.